# 최경록
최경록(崔慶祿, 1920년 9월 21일~2002년 9월 3일)은 대한민국의 군인, 정치인이다. 본관은 해주이다.

## 생애
1920년에 충청북도 음성군에서 태어났다. 일본 도요하시 중학교, 일본 육군예비사관학교를 졸업한 이후 조선경비보병학교를 졸업했다. 이후 군사영어학교에 입학했으며 졸업한 이후 장교로 임관했다.
1949년 송악산 5·4 전투 당시, 유명한 육탄10용사를 배출한 육군 제11연대의 연대장이었다. 한국 전쟁 초기에 육군 제11연대를 이끌고 고랑포 전투에 참여하였다. 1951년 거창양민학살사건, 국민방위군 사건을 처리한 헌병사령관이었다.
1950년, 민주국민당 의원이었던 서민호가 기생집에서 현역 육군 대위를 사살하자 이승만은 사형을 선고한 뒤 자비를 베풀어 사형을 면제시키는 것처럼 하려 하였으나 육군 준장 최경록을 비롯한 군관과 법관들의 거부로 무산되었다. 이승만은 이들에 대한 인사보복으로 대응하였다.
1960년 4·19 혁명 당시 계엄사령관 송요찬의 발포 명령에 대하여 최경록은 발포를 중단하도록 만류하였다. 4.19혁명 이후 육군참모총장으로서 군의 숙정과 관련한 미국 측의 간섭을 일언지하에 거부해서 "파머 사건"을 겪었다. 1960년 5월 2일, 허정은 최경록을 육군참모총장에 채용하려 하였으나, 장면 민주당 대표최고위원과 인연이 있던 최경록은 허정의 참모총장직 제의를 사양하였었다. 1960년 8월 23일 장면은 국군 인사를 단행, 육군참모총장에 최경록을 임명하였다. 그리고 이듬해인 1961년 5월 22일 육군 제2야전군사령관 최경록은 육군 중장으로 예편하였다.:96
최경록, 강문봉, 전규홍, 이철승, 양일동 및 전 주미 대사관 참사관 부인들은 1963년 3월 21일, 미국 대통령 관저 앞에서 "군대는 정치에 간섭하지 말라", "박정희 군사독재 타도", "한국인은 군부정치를 원치 않는다", "한국인은 진정한 민주주의를 지지한다" 등의 플래카드를 들고 박정희 장군의 군정 연장 제안에 반대하는 시위를 벌였다.
1967년 10월 7일, 박정희 대통령은 최경록 멕시코 대사 등  8명의 신임대사에게 신임장을 각각 수여했다.
1974년에는 교통부 장관에 임명되었다. 재직 시 발생한 이리역 폭발 사고에 대한 책임을 지고 사임하였다. 이후 제10대 국회의원 선거를 앞두고 유신정우회 국회의원으로 당선되었으며 1980년 8월 12일 국무회의에서 주일 대사로 임명되자, 8월 13일 국회사무처에 의원직 사퇴서를 제출하였다. 
1987년 9월 17일부터 1988년 4월 28일까지 제24대 대한민국재향군인회 회장을 역임하였다. 
2002년 9월 3일 배우자 전자순 여사와 2남 2녀를 남기고 향년 83세로 별세하였다.

## 가족 관계
- 아내 전자순과 2남 2녀

## 학력
- 충청북도 음성 삼성보통학교 졸업
- 일본 도요하시 중학교 졸업
- 일본 육군예비사관학교 졸업
- 대한민국 군사영어학교 1기
- 대한민국 조선경비보병학교 졸업
- 미국 육군참모대학교 졸업
- 대한민국 국방대학원 행정학 석사
- 미국 조지 워싱턴 대학교 대학원 정치학과 정치학 석사

## 역대 선거 결과
| 실시년도 | 선거 | 대수 | 직책     | 선거구           | 정당       | 득표수 | 득표율      | 순위 | 당락 | 비고 |
| -------- | ---- | ---- | -------- | ---------------- | ---------- | ------ | ----------- | ---- | ---- | ---- |
| 1978년   | 총선 | 10대 | 국회의원 | 통일주체국민회의 | 유신정우회 |        | \| \| 0% \| | 지명 |      | 초선 |
|          | 0%   |      |          |                  |            |        |             |      |      |      |

## 같이 보기
- 이형근
- 백선엽
- 장도영
- 강문봉
- 최영희
- 송요찬